# Kakwa (fiume)
Il Kakwa  è un fiume del Canada, che attraversa l'Alberta e la Columbia Britannica. Lungo circa 200 chilometri, sfocia nel fiume Smoky.